# Josia banana
Josia banana är en fjärilsart som beskrevs av W. Warren 1901. Josia banana ingår i släktet Josia och familjen tandspinnare. Inga underarter finns listade i Catalogue of Life.